# Paint Tool SAI
SAI ou Easy Paint Tool SAI (ペイントツールSAI) é um software de pintura digital para Microsoft Windows desenvolvido e publicado pela Systemax Software. O desenvolvimento do software começou em 2 de agosto de 2004, com a primeira versão alfa lançada em 13 de outubro de 2006. O lançamento oficial do SAI (1.0.0) ocorreu em 25 de fevereiro de 2008, e uma prévia da atualização foi lançada logo após. Ele está disponível no Microsoft Windows de 98 a 10.
O aplicativo de pintura está disponível em japonês e em uma tradução oficial em inglês. Há também uma tradução não-oficial em português.

## Características
SAI é um leve software de pintura digital. A interface de usuário permite que vários documentos sejam abertos ao mesmo tempo. A tela de desenho pode ser ampliada e girada usando os controles deslizantes no navegador ou as teclas de atalho configuradas no teclado. A barra de ferramentas na parte superior da tela também inclui um botão para espelhar a vista de desenho sem espelhar o desenho real. Também é possível abrir várias viewports para o mesmo documento. Um bloco de rascunho para toda a aplicação (que pode ser usado como um painel de mixagem de cores) é fornecido, que é salvo entre as sessões. As cores podem ser armazenadas no painel de amostras.
Há várias ferramentas de desenho, como o Airbrush, o Watercolor, o Pen e o Marker, que podem ser facilmente personalizados e armazenados em slots na interface do usuário do aplicativo. Há também um conjunto de ferramentas de desenho vetorial destinadas à tinta, que, como as ferramentas de varredura, podem ser configuradas para serem sensíveis à pressão da caneta.
A arte pode ser feito em camadas separadas, que podem ser agrupadas e ter máscaras de opacidade. Além disso, as camadas podem ser mascaradas colocando-as em uma camada inferior. Isso permite adicionar sombras e realces a uma área sem criar novas máscaras para as camadas adicionais.
Há também um recurso de movimento e suavização de pressão que pode ser configurado manualmente quanto ao efeito que ele tem.
As ferramentas de seleção incluem a seleção quadrada simples, o laço e a varinha mágica, que podem ser configuradas para o anti-aliasing. Há também uma ferramenta de pincel de seleção, que pode ser personalizada como o pincel de desenho.
O SAI vem com um conjunto completo de ferramentas de transformação que podem funcionar em seleções, incluindo mover, redimensionar, girar e uma transformação livre (perspectiva). Qualquer série de transformações pode ser configurada e, em seguida, aplicada de uma vez a uma seleção específica, minimizando a suavização da imagem.
Alguns recursos comuns que existem em softwares semelhantes, como camadas de texto, gradientes e ferramentas de forma, não são implementados, já que o SAI se concentra no desenho e na pintura, enquanto a composição final geralmente é feita usando outro aplicativo. O SAI exibe branco e transparência da mesma maneira, o que pode causar diferenças significativas na exibição ao exportar para outro programa, como o Adobe Photoshop. Também não há funcionalidade de impressão, mas os documentos podem ser exportados em vários formatos populares, como .PSD ou arquivos .BMP, além do formato nativo .SAI.
Como o programa não foca na edição de imagens, os únicos ajustes presentes são Brilho/Contraste e Matiz/Saturação e, portanto, nenhum suporte de edição de nível, extração de canal, etc. Os usuários podem usar outro programa para edição mais complexa, mas quando a imagem é trazido de volta à SAI, suas propriedades podem ser alteradas.
O SAI também inclui camadas de linework, que podem ser usadas em vez de desenhar linhas manualmente. A camada de linework inclui diferentes ferramentas projetadas especificamente para a criação de linhas, como a ferramenta Linha, Curva, Edição, Pressão e Peso.

## Customização
Várias configurações e recursos podem ser acessados e editados pelo usuário a partir da caixa de diálogo Opções interna ou usando o arquivo misc.ini fornecido na pasta de instalação, o que permite opções adicionais e personalização. As predefinições de pincel existentes podem ser editadas e o usuário tem a opção de adicionar as personalizadas, colocando arquivos de bitmap na pasta "elemap". Novas predefinições de tela, bem como texturas de pincel personalizadas, podem ser adicionadas pelo usuário, na forma de bitmaps em escala de cinza.